# Lostant
Lostant – wieś w Stanach Zjednoczonych, w stanie Illinois, w hrabstwie LaSalle.